# Le Bossu (film, 1925)
Pour les articles homonymes, voir Le Bossu (homonymie).
Pour plus de détails, voir Fiche technique et Distribution.
Le Bossu (sous-titré ou Le Petit Parisien) est un film français réalisé par Jean Kemm et sorti en salles en 1925.

## Synopsis
Le chevalier Henri de Lagardère veut venger la mort de son ami le duc Philippe de Nevers, assassiné par le prince de Gonzague quelques années auparavant. Il va pour ce faire se grimer en un bossu doté d'une identité apparente propre, aux visage, voix et allure vestimentaire également transformées.

## Fiche technique
- Titre : Le Bossu
- Réalisation : Jean Kemm
- Scénario : Paul Féval fils, Jean Kemm, d'après le roman Le Bossu, de Paul Féval (père), dont c'est là la 2e adaptation cinématographique connue
- Directeur artistique : Gaston Dumesnil
- Photographie : Willy Faktorovitch et Jean Jouannetaud
- Société de production : « établissements Jacques Haïk »
- Société de distribution : société des « Films Régent » (archives Haïk)
- Format : noir et blanc - muet - 1,33:1 - 35 mm
- Dates de sortie : 
  - France : 2 octobre 1925

## Distribution
- Gaston Jacquet : Lagardère / le bossu
- Claude France : Aurore de Caylus
- Marcel Vibert : Philippe de Gonzague
- Maxime Desjardins : le Régent
- Jacques Christiany : le marquis de Chaverny
- Pré Fils : Passepoil
- Jacques Arnna : Cocardasse
- Jean Lorette : Philippe de Nevers
- Nilda Duplessy : Irène de Nevers